# Hélène Dutrieu

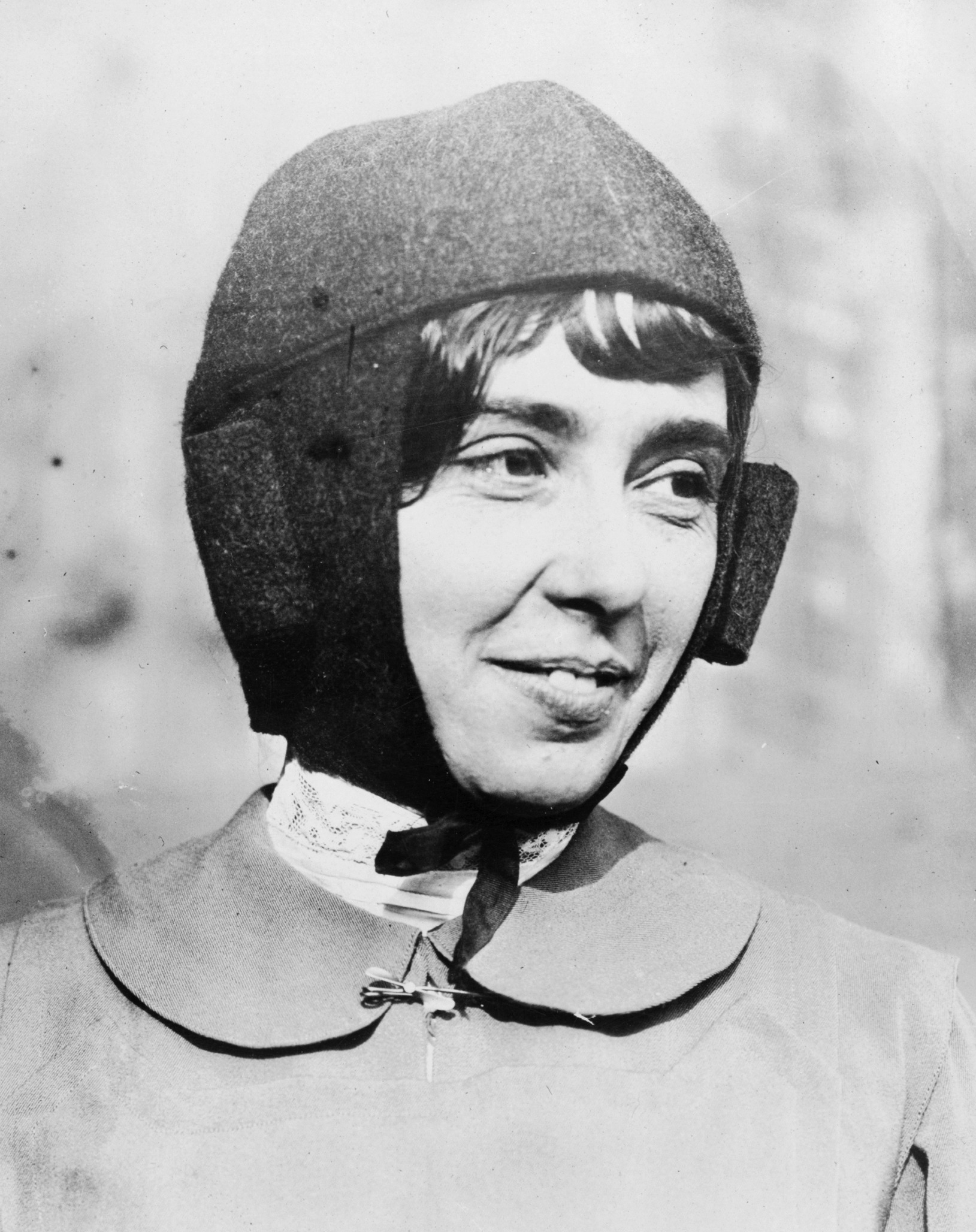
Hélène Dutrieu

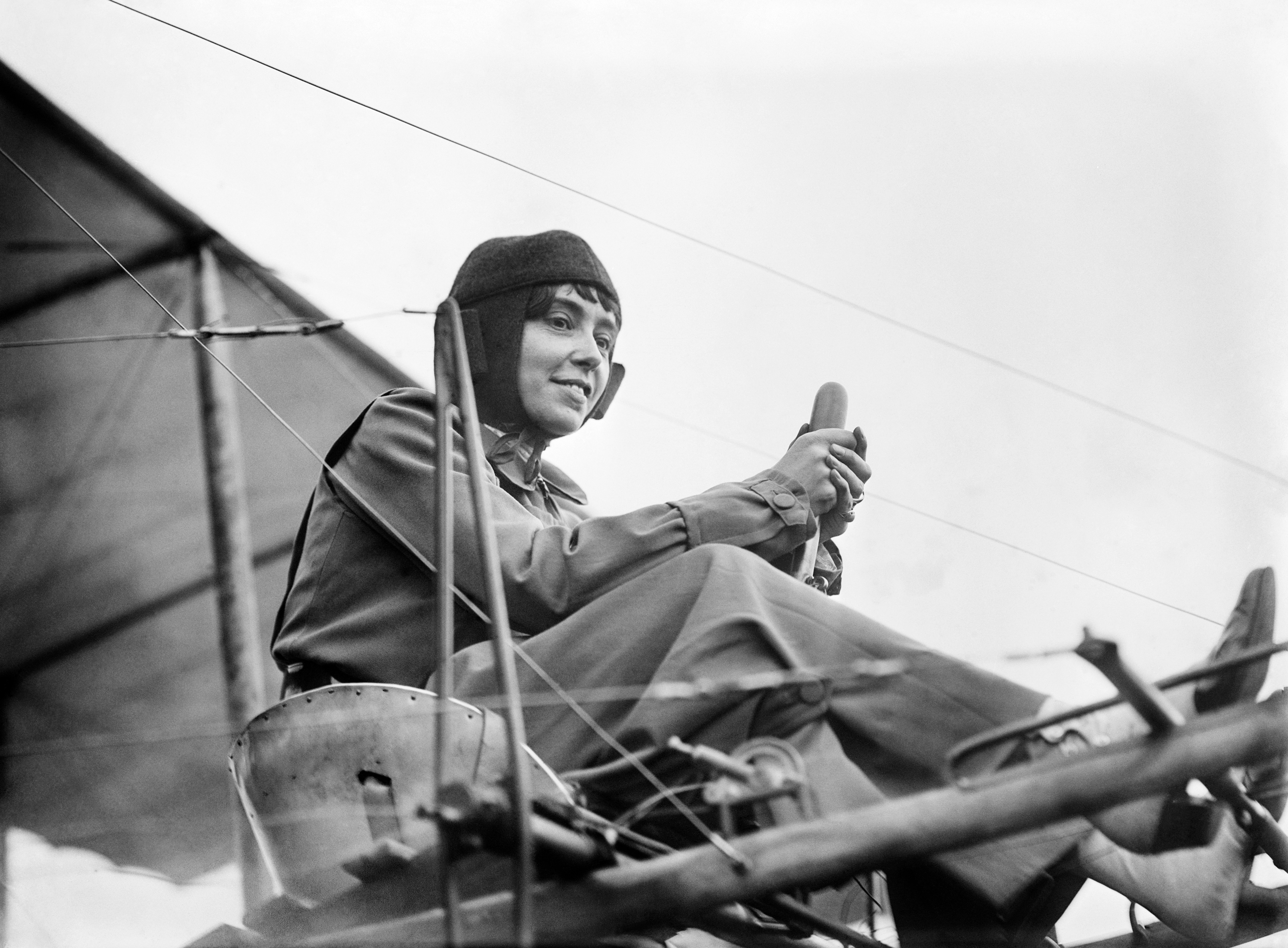
Hélène Dutrieu in haar vliegtuig omstreeks 1911.

Hélène Dutrieu (Doornik, 10 juli 1877 – Parijs, 26 juni 1961) was een Belgische wielrenster, stuntvrouw en pilote. Ze was op 25 november 1910 de eerste Belgische vrouw die haar vliegbrevet behaalde (brevet nr. 27).

## Biografie
Dutrieu werd geboren als dochter van een legerofficier. Ze deed vanaf haar veertiende, samen met haar broer Eugène Dutrieu, mee aan wielerwedstrijden, veelal op de baan en ze vestigde meerdere werelduurrecords. In het begin van augustus 1896 wint ze de Grote prijs van Europa in Brussel. Op 16 en 17 augustus 1896 deed ze mee aan het Wereldkampioenschap 1896-1897 voor vrouwen in Oostende. Op de piste werd ze op de 2.000 meter wereldkampioene, en op die afstand werd ze het jaar erop ook weer wereldkampioen. Tussen de twee kampioenschappen in won ze onder meer de tiendaagse op de wielerbaan The Royal Aquarium in Londen, eerder had ze daar gereden, toen ze niet meekon met top in een zesdaagse.
Dit alles trok de aandacht van de Parijse velodrooms, die Dutrieu inviteerden. Na enkele glorierijke jaren en wedstrijden betwiste in Londen, Berlijn, Milaan, Luik en Antwerpen stopte Hélène met fietsen en trok ze terug naar Rijsel waar ze de winkel Chemiserie Dutrieu opende. Dit zakelijke avontuur liep echter na een jaar fout af. Hélène vertrok opnieuw naar Parijs waar ze comédienne werd en stuntvrouw. Aan een zelf bedachte stunt dankte ze haar bijnaam de "menselijke pijl". Door een tweede mislukte schanssprong met een motorfiets raakte ze in 1904 in Berlijn zwaargewond. Tijdens haar herstelperiode, waarbij ze acht maanden in het ziekenhuis verbleef, raakte Hélène onder de indruk van de vliegtuigpioniers en besloot ze te gaan vliegen.
In 1908 vroeg de Franse auto-/vliegtuigfabriek Clément-Bayard of zij de eerste piloot wilde zijn van de Demoiselle (een ontwerp van Santos-Dumont). Ze maakte haar eerste vlucht zonder enige vliegervaring en na een korte uitleg over het stuurmechanisme, al dan niet uit onwetendheid of overmoed. Deze eindigde in een ruwe landing, waarbij het vliegtuig totaal werd vernield.
Toch besloot ze door te gaan met vliegen, eerst nog in een Demoiselle, maar later in een Roger Sommer-tweedekker. Met dit vliegtuig vloog ze in 1910 in Odessa tegen een schoorsteen en vernielde het toestel. Ze kreeg geen nieuw vliegtuig maar kon uiteindelijk een Farman zonder motor op de kop tikken, later kreeg ze ook een Gnôme-motor te pakken. Hiermee zou ze op 23 augustus 1910 haar vliegbrevet halen in Parijs, maar door een geschil kwam het er nog niet van. Op een vliegshow te Blankenberge vloog ze haar mecanicien naar Brugge en terug en werd daarmee de eerste vrouw die een passagier mee de lucht in nam.
Ze verkreeg in 1910 haar vliegbrevet uit handen van de Belgische Aéro Club. Ze was daarmee de eerste Belgische vrouw met een vliegbrevet en tweede vrouw ter wereld met een vliegbrevet (na de Franse Raymonde de Laroche). Op 22 september 1910 verwierf ze de Franse Coupe Femina. In datzelfde jaar won ze ook de "Coppa del Re" (Copa del Rey), als enige vrouw tegenover 14 mannen. Op 9 januari 1913 kreeg ze van Franse regering de onderscheiding Ridder in het Legioen van Eer. Ze vloog in België, Nederland, Italië, het Verenigd Koninkrijk en in New York.
Tijdens de Eerste Wereldoorlog deed wou Hélène dienst doen in het Franse leger als luchtwacht, ze werd echter geweigerd maar kreeg wel de toelating om met een niet geconfisqueerd privaat vliegtuigje verkenningsvluchten uit te voeren. Zo beschermde ze Parijs tegen de oprukkende troepen en Duitse luchtaanvallen. Tijdens haar verkenningsvluchten nam ze ook luchtfoto's (die ze tijdens haar voordrachten in de Verenigde Staten zou tonen). Na drie incidenten met Duitse vliegtuigen en omwille van vermoeidheid stopte Hélène met deze verkenningsvluchten en kreeg ze de leiding over de ambulancedienst van het Messimi-ziekenhuis en veldhospitalen om gewonde soldaten van het front te halen. In 1956 creëerde ze de Frans-Belgische Hélène Dutrieu-Mortier-prijs. Ze is ook nog een tijdlang vicepresident geweest van de vrouwenafdeling van de Franse Aéro-Club. In 1922 trouwde ze met de Franse politicus/journalist/letterkundige Pierre Mortier en verkreeg ze de Franse nationaliteit. 
Ze overleed in Parijs in 1961.

## Verdiensten

### Als baanwielrenster
- Houdster wereldduurrecord voor vrouwen 1895 - afgelegde afstand binnen een uur
- Winnares "Grote prijs van Europa" 1896
- Winnares Wereldkampioenschap voor baanwielrennen in 1896 en 1897
- Winnares "Cours de 12 Jours" 1898

### Als pilote
- Eerste Belgische vrouw met een vliegbrevet.
- Eerste vrouw ter wereld die een afstandsvlucht volbracht
- Eerste vrouw ter wereld die een heen-en-terug vlucht had gemaakt tussen twee steden
- Eerste vrouw ter wereld die een heen-en-terug vlucht had gemaakt tussen twee steden met een passagier
- Eerste vrouw ter wereld die een vlucht met een passagier had gemaakt
- Eerste vrouw ter wereld die langer dan een uur in de lucht bleef (1 uur en 9 of 11 minuten, later nog eens overgedaan met een tijd van 2 uur en 35 minuten)
- Eerste winnares van de Coupe Femina
- Eerste vrouwelijke piloot die gedecoreerd wordt als Ridder van het Franse Legioen van Eer

## Eerbetoon
In 2011 werd er in Gent een straat naar haar genoemd. In 2022 vernoemde Brussel een straat naar Hélène Dutrieu. Ook haar geboorteplaats Doornik kent een Avenue Hélène Dutrieu.